# The Medicine Show (album)
The Medicine Show il quindicesimo album in studio della cantautrice statunitense Melissa Etheridge, pubblicato nel 2019.

## Tracce
1. The Medicine Show – 2:27
2. Wild and Lonely – 4:32
3. Shaking – 3:05
4. Woman Like You – 3:49
5. Faded by Design – 3:37
6. I Know You – 4:44
7. This Human Chain – 3:51
8. Love Will Live – 4:09
9. Here Comes the Pain – 3:56
10. Suede – 3:58
11. Last Hello – 3:58